# Moussa Dembélé (francuski piłkarz)
Moussa Dembélé (ur. 12 lipca 1996 w Pontoise) – francuski piłkarz malijskiego pochodzenia występujący na pozycji napastnika w saudyjskim klubie Ettifaq FC. Wychowanek Paris Saint-Germain.

## Statystyki kariery
(aktualne na dzień koniec sezonu 2021/22)
| Klub                   | Sezon              | Liga                 | Liga  | Liga   | Puchar kraju | Puchar kraju | Puchar ligi | Puchar ligi | Europa | Europa | Suma  | Suma   |
| Klub                   | Sezon              | Liga                 | Mecze | Bramki | Mecze        | Bramki       | Mecze       | Bramki      | Mecze  | Bramki | Mecze | Bramki |
| ---------------------- | ------------------ | -------------------- | ----- | ------ | ------------ | ------------ | ----------- | ----------- | ------ | ------ | ----- | ------ |
| Fulham                 | 2013/14            | Premier League       | 2     | 0      | 1            | 0            | 0           | 0           | –      | –      | 3     | 0      |
| Fulham                 | 2014/15            | Championship         | 11    | 0      | 3            | 0            | 1           | 2           | –      | –      | 15    | 2      |
| Fulham                 | 2015/16            | Championship         | 43    | 15     | 1            | 1            | 2           | 1           | –      | –      | 46    | 17     |
| Celtic F.C.            | 2016/17            | Scottish Premiership | 29    | 17     | 4            | 5            | 4           | 5           | 12     | 5      | 49    | 32     |
| Celtic F.C.            | 2017/18            | Scottish Premiership | 25    | 9      | 4            | 3            | 2           | 3           | 8      | 1      | 39    | 16     |
| Celtic F.C.            | 2018/19            | Scottish Premiership | 1     | 0      | 0            | 0            | 1           | 1           | 4      | 2      | 6     | 3      |
| Olympique Lyon         | 2018/19            | Ligue 1              | 33    | 15     | 5            | 3            | 2           | 1           | 6      | 1      | 46    | 20     |
| Olympique Lyon         | 2019/20            | Ligue 1              | 27    | 16     | 5            | 4            | 4           | 2           | 9      | 2      | 45    | 24     |
| Olympique Lyon         | 2021/22            | Ligue 1              | 30    | 21     | 0            | 0            | 0           | 0           | 6      | 1      | 36    | 22     |
| Atlético Madryt (wyp.) | 2020/21            | Primera División     | 5     | 0      | 0            | 0            | 0           | 0           | 2      | 0      | 7     | 0      |
| Ogólnie w karierze     | Ogólnie w karierze | Ogólnie w karierze   | 206   | 93     | 23           | 16           | 16          | 15          | 47     | 12     | 292   | 136    |